# Hisham Tawfiq

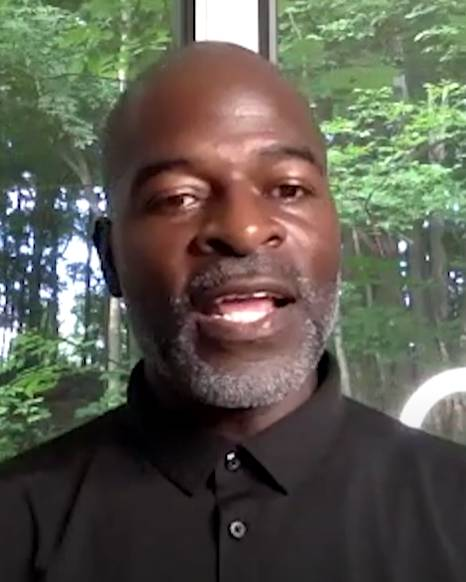
Hisham Tawfiq

Hisham Tawfiq (* 17. Mai 1970 in New York City) ist ein US-amerikanischer Schauspieler. Seine bekannteste Rolle ist die des Dembe Zuma in der Serie The Blacklist, die er in den Staffeln 3–10 als Teil des Hauptcasts spielte. Zuvor war er in derselben Rolle zwei Staffeln lang als Nebendarsteller zu sehen.

## Leben
Tawfiq entdeckte seine Leidenschaft für Kunst und Schauspielerei bereits in der High School. Daraufhin studierte er an der Negro Ensemble Theater Company.
Bevor er als Schauspieler arbeitete, war er Soldat des United States Marine Corps und arbeitete von 1994 bis 1996 als Schließer im US-amerikanischen Gefängnis Sing Sing. Außerdem war er als Feuerwehrmann beim New York City Fire Department tätig. Diesen Job übte er fast 20 Jahre auch parallel zu seiner Schauspielkarriere aus. Er beendete diese Anstellung erst nach seiner Beförderung zum Hauptdarsteller in der Serie The Blacklist.
Zwischenzeitliche Schauspielrollen, meist als Gastdarsteller, hatte er unter anderem in den Serien Lights Out, Law & Order: Special Victims Unit, Criminal Intent – Verbrechen im Visier, Kings, Golden Boy und 30 Rock.